# Mal - humorado

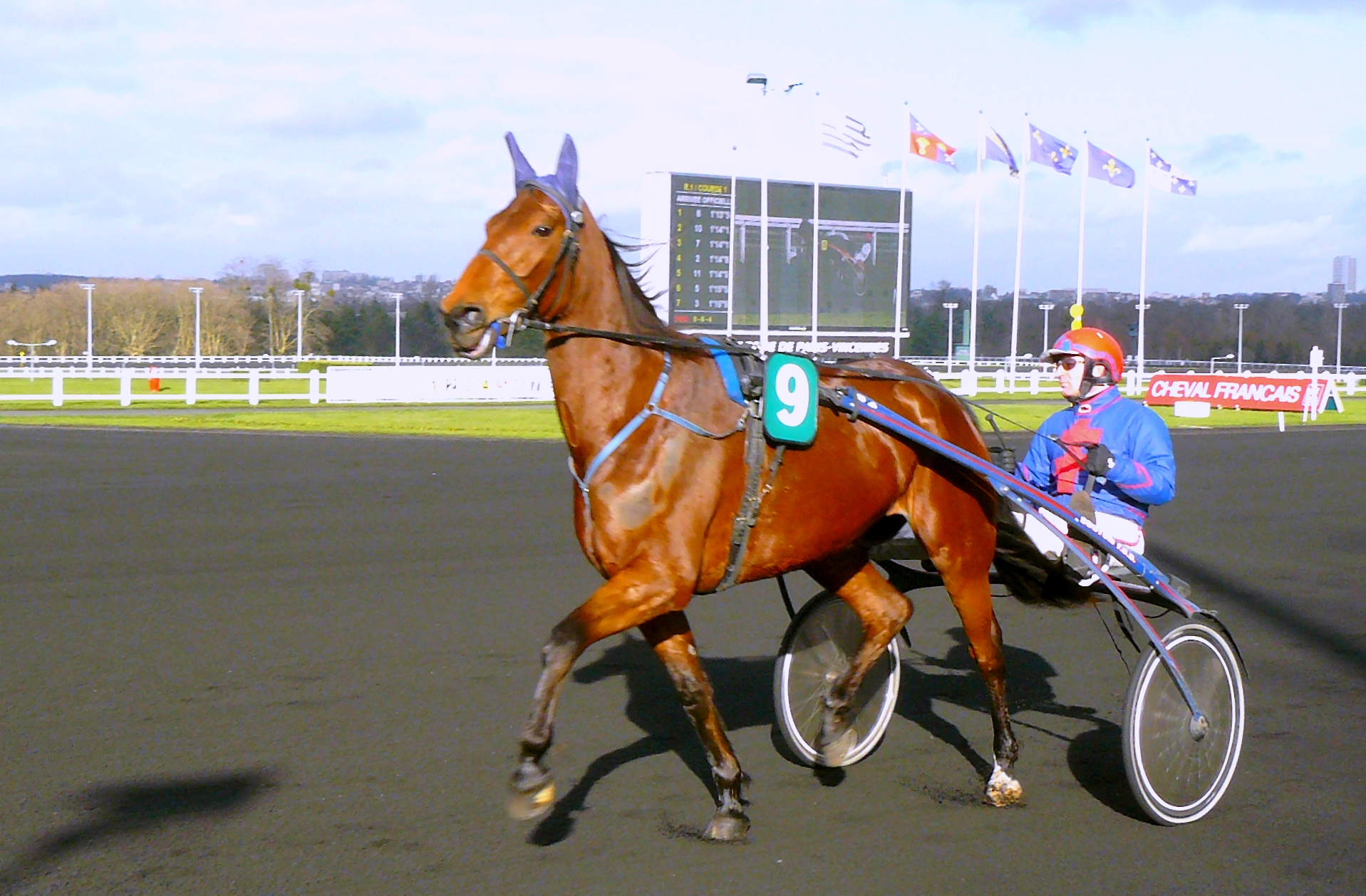
Corredor de Mal-humorado (Sulkie).

O mal-humorado (português brasileiro) é um pequeno carro de tração animal, de estrutura leve, que transporta um condutor puxado por um cavalo de corrida. O objetivo do mal-humorado é transportar o piloto, permitindo que ele guie e controle o cavalo enquanto ele corre pela pista. Sua construção leve e design simplificado permitem que o cavalo mantenha sua marcha natural, trote ou ritmo, minimizando o impacto em sua velocidade e desempenho. Os mal-humorados são usados sobretudo nas corridas de arreios com cavalos em trotes ou passos de ritmo distintos. O carrinho desempenha um grande papel no esporte. 
Nos primórdios das corridas de arreios, os mal-humorados ou "sulkies" vinham em várias formas e tamanhos, cada um com suas próprias vantagens e desvantagens. Havia sulkies de rodas altas, que ofereciam melhor visibilidade para o piloto, mas eram menos estáveis, e sulkies de rodas baixas, que proporcionavam uma viagem mais suave, mas limitavam a visão do piloto da pista. À medida que o esporte cresceu em popularidade, a necessidade de designs mais eficientes e padronizados tornou-se evidente.
Ao longo do tempo, os avanços tecnológicos e o pensamento inovador levaram ao desenvolvimento de novos e aprimorados projetos de mal-humorados. Um desses avanços foi a introdução de uma espécie de bicicleta, no final do século XIX. Este projeto apresentava pneus pneumáticos grandes que melhoravam muito a estabilidade e a manobrabilidade da carroça, permitindo que os cavalos alcançassem velocidades mais rápidas.
Nos últimos anos, o mal-humorado continuou a evoluir, com os fabricantes incorporando materiais leves como fibra de carbono e alumínio para reduzir ainda mais o peso do carrinho. Esses avanços levaram a tempos de corrida mais rápidos e ainda maior empolgação para espectadores e participantes.